# 鳧好夫人
鳧好夫人（?—?），《三国遗事》只現新羅王族，新羅追封君主金魏弘的正室，第51代君主真聖女王金曼的乳母。
眞聖女王 臨朝有年 乳母鳧好夫人 與其夫魏弘匝干等三四寵臣 擅權撓政 盜賊蜂起 國人患之 乃作陀羅尼隱語 書投路上 王與權臣等得之 謂曰 此非王居仁 誰作此文 乃囚居仁於獄 居仁作詩訴于天 天乃震其獄 因以免之 詩曰 燕丹泣血虹穿日 鄒衍含悲夏落霜 今我失途還似舊 皇天何事不垂祥 陀羅尼曰 南無亡國 刹尼那帝 判尼判尼蘇判尼 干干三阿干 鳧伊娑婆訶 說者云 刹尼那帝都者 言女王也 判尼判尼蘇判尼者 言二蘇判也 蘇判爵名 干干三阿干也 鳧伊者 言鳧好也